# 100292 Harmandir
100292 Harmandir è un asteroide della fascia principale. Scoperto nel 1995, presenta un'orbita caratterizzata da un semiasse maggiore pari a 2,5935281 UA e da un'eccentricità di 0,1739718, inclinata di 4,71486° rispetto all'eclittica.